# Roger Guerra-García
Róger Antenor Guerra-García Cueva (Pacasmayo, 2 de abril de 1933-Lima, 11 de agosto de 2020) fue un médico, investigador, académico y político peruano. Fue uno de los profesores fundadores y rector de la Universidad Peruana Cayetano Heredia (1989-1994), Presidente de la Academia Nacional de Medicina y de la Academia Nacional de Ciencias del Perú. Además, fue también congresista de la República durante el periodo 1995-2000.

## Biografía
Nació en Pacasmayo, el 2 de abril de 1933. Hijo de Antenor Guerra-García Vallejo y de Avelina Cueva Sousa. Realizó sus estudios en el Colegio San Ramón de Cajamarca. Una vez concluida su secundaria, ingresó  a la Facultad de Medicina San Fernando de la Universidad Nacional Mayor de San Marcos.[cita requerida]
Se casó con Mabel Campos Montoya (fallecida en Lima, 1981) y tuvieron 6 hijos: Martín Guerra-García (1961-2016), Antenor Guerra-García, Hernando Guerra-García, Pancho Guerra-García, Paulo Guerra-García y Alberto Guerra-García. Se casó por segunda vez con Luisa María Parodi Larco en 1985, quien estuvo con él hasta el final de sus días.[cita requerida]

## Carrera profesional

### Carrera médica
Se graduó como médico cirujano en la Facultad de Medicina de San Fernando de la Universidad Nacional Mayor de San Marcos en 1959. 
Fue profesor fundador de la Universidad Peruana Cayetano Heredia. Antes, entre 1959 y 1961, fue parte del grupo de jóvenes endocrinólogos del Instituto de Biología Andina de la UNMSM, cuya sede se encuentra en el Hospital Arzobispo Loayza, entonces liderado por el médico Javier Correa Miller. 
Realizó su adiestramiento en el Hospital Monte Sinaí en Nueva York en 1962.
Continuó su trabajo en 1963 como investigador asociado del Departamento de Bioquímica de Boston University School of Medicine, donde trabajó con el connotado endocrinólogo Lester Gabrilove.
En Nueva York publicó un artículo como primer autor, junto a Gabrilove y otros, en la afamada revista ''Steroids: Guerra-Garcia R, Chattoraj SC, Gabrilove JL, Woitz HH. Studies in steroid metabolism XX. The determination of plasma testosterone using thin-layer and gas liquid chromatography” Steroids 2:605, 1963''. Allí Guerra-García describió por primera vez la medición de testosterona en plasma utilizando las técnicas de cromatografía de capa fina y de gas.
El uso de esta técnica le serviría años después para su tesis doctoral, sobre Dinámica de la androgénesis en las grandes alturas (1971). Obtuvo su Doctorado en Medicina por la Universidad Peruana Cayetano Heredia en 1971.

### Academia y ciencia
Fue discípulo del académico, médico e investigador Alberto Hurtado Abadía. 
En la Universidad Peruana Cayetano Heredia, fue profesor de Endocrinología y Medicina de Altura, jefe del Laboratorio de Endocrinología del Instituto de Investigaciones de la Altura (1971-1976) y director del IIA (1971-1980, 1987-1989), director de Planificación (1969-1970), y rector (1989-1994). Posteriormente dirigió la Cátedra Alberto Hurtado. 
Presidió la Academia Nacional de Medicina (2013-2017) y la Academia Nacional de Ciencias (2009-2012). 
Fue doctor honoris causa de la Universidad Nacional de Trujillo y de la Universidad Ricardo Palma. 
Fue el primer Presidente del Consejo Nacional de Ciencia y Tecnología (1980-1985) y coordinador de su Programa de Promoción y Evaluación de la Calidad de los Estudios de Postgrado en Ciencia y Tecnología (2004-2008).
Fue presidente de la Comisión Consultiva del Ministerio de Salud y Miembro de instituciones como el Consejo Consultivo de la Fundación Instituto Hipólito Unanue y el Consejo Nacional para la Autorización y Funcionamiento de las Universidades y consultor de la Biblioteca Regional de Medicina en São Paulo (Brasil).

## Vida política
Fue Vice-Ministro de Educación durante el 2.º gobierno de Fernando Belaúnde (1984-1985).

### Congresista (1995-2000)
En las elecciones generales de 1995, fue elegido por Congresista de la República por Unión por el Perú, con 8,290 votos, para el periodo parlamentario 1995-2000.
Durante su labor en el legislativo, él junto a otros Congresistas, presentaron el Proyecto de Ley de Bases de la Persona Impedida; que creó el Consejo Nacional para la Atención de la Persona Impedida (CONAPI), que luego se convirtió en la Ley n.º 27050. Guerra-García formó parte de la oposición al régimen dictatorial de Alberto Fujimori.
Culminando su gestión, intentó su reelección al Congreso en las elecciones generales del 2000 por Unión por el Perú, sin embargo, no resultó elegido.

## Fallecimiento
Falleció en Lima el 11 de agosto de 2020, a los 87 años. La noticia de su muerte fue dada a conocer por el entonces Presidente del Congreso Manuel Merino y por el Congresista de Unión por el Perú José Vega, en medio de la sesión donde se debatía el voto de confianza al Presidente del Consejo de Ministros Walter Martos.
Después de conocer la noticia, el Congreso de la República guardó un minuto de silencio.
El entonces congresista de la República, Francisco Sagasti, dijo lo siguiente: "tuve el privilegio de colaborar con él, de aprender al trabajar con él. Y parte de lo que he dicho hoy (...) es una expresión del amor por la ciencia, por el país y el conocimiento que aprendí de Roger Guerra García. Mis más sentidas condolencias a su familia: toda la comunidad científica y tecnológica del Perú está de duelo hoy".

## Condecoraciones y reconocimientos
- Profesor Emérito de la Universidad Peruana Cayetano Heredia
- Miembro Titular de la Academia Nacional de Medicina
- Académico Correspondiente en la Real Academia Nacional de Medicina de España
- Académico Correspondiente en la Academia Nacional de Medicina de Colombia
- Presidente de la Academia Nacional de Medicina
- Presidente de la Academia Nacional de Ciencias
- Presidente de la Asociación Latinoamericana de Investigadores en Reproducción Humana
- Presidente de la Sociedad Peruana de Endocrinología
- Director Fundador de la Revista Acta Médica Peruana del Colegio Médico del Perú

## Publicaciones
- Población y Altitud, con L. Sobrevilla, J. Donayre e I. Moncloa (Lima, 1965)
- Estudios sobre gestación y el recién nacido en grandes alturas (Lima, 1971)
- Problemas Poblacionales Peruanos, con L.Ruiz, y V. Sara Lafosse (Lima 1980)
- Crecimiento y Desarrollo en los Andes Peruanos, Lima 1985
- Problemas Poblacionales Peruanos II, Lima 1986
- Diálogo sobre la Universidad Peruana, Lima 1995
- Alberto Hurtado: Médico, Investigador y Educador, Lima 2001
- Alberto Hurtado: Educador Médico, Lima 2002 (Compilador)
- Alberto Hurtado: Vida Cívica, Lima 2004
- Alberto Hurtado: Médico, Investigador y Educador, 2da Edición, Lima 2005
- La Endocrinología en el Perú, Lima 2005
- Perú: Programa de Promoción y Evaluación de la Calidad de los Estudios de Postgrado en Ciencia y Tecnología, PECEP”, CONCYTEC, Lima 2004
- Los Consorcios Universitarios de Investigación (CONCYTEC), Lima 2006
- Alberto Hurtado: Médico, Investigador y Educador, 3ra Edición, Lima 2008
- Alberto Hurtado: Médico, Investigador y Educador, 4ta Edición, Lima 2011
- Políticas y programas de población: Del debate a la acción, con J. Donayre y L. Sobrevilla (Lima, 2012)
- Alberto Hurtado: Médico, Investigador y Educador, 5ta Edición, Lima 2019
- Un centenar de publicaciones en andrología y endocrinología en revistas científicas y otras sobre población, reproducción y la altura, investigación científica y la universidad peruana en revistas especializadas y de divulgación en diarios y revistas
- Autor de prólogos y presentaciones de varios libros
- Miembro del Comité Editorial de Acta Herediana
- Editor de la Revista Acta Andina, del Instituto de Investigaciones de la Altura de la UPCH.